# 広島高等検察庁岡山支部
広島高等検察庁岡山支部（ひろしまこうとうけんさつちょうおかやましぶ）は、岡山県岡山市にある広島高等検察庁の支部。略称は、広島高検岡山支部（ひろしまこうけんおかやましぶ）。

## 概説
広島高等検察庁岡山支部は、岡山県岡山市北区にある日本の広島高等検察庁の支部である。岡山県1県を管轄している。なお、広島県、山口県については広島高等検察庁本庁が、島根県（地検浜田、益田支部、地検川本出張所地域を除く）、島根県、鳥取県については広島高等検察庁松江支部が管轄している。

## 所在地
岡山県岡山市北区南方1丁目8-1 岡山法務総合庁舎

## 沿革
- 1948年（昭和23年） 開庁。
- 1965年（昭和40年） 岡山地方法務合同庁舎が竣工。
- 2014年（平成26年） 現在の岡山法務総合庁舎が竣工。

## 管轄区域
- 岡山県全域